# Heike Kamerlingh Onnes
Heike Kamerlingh Onnes (pronunție neerlandeză: /ˈɔnəs/; n. 21 septembrie 1853, Groningen, Țările de Jos – d. 21 februarie 1926, Leiden, Olanda de Sud, Țările de Jos) a fost un fizician neerlandez, profesor universitar la Leiden, laureat al Premiului Nobel pentru Fizică în anul 1913.

## Motivația Juriului Nobel
"Pentru investigațiile sale asupra proprietăților materiei la temperaturi joase care au condus, inter alia, la obținerea heliului lichid."

## Biografie
Heike Kamerlingh Onnes a avut contribuții în termodinamică și electricitate. Este întemeietorul laboratorului criogenic din Leiden în 1882, unde a atins pentru prima oară temperaturi apropiate de zero absolut și a ajuns să lichefieze heliul în anul 1908. A studiat fenomenul opalescenței critice împreună cu W.H. Keesom, și a descoperit în anul 1911, fenomenul supraconductibilității..